# Frente de Labradores
El Frente de Labradores (en rumano: Frontul Plugarilor) fue un partido político rumano agrario de izquierda, fundado en Deva en 1933 y dirigido por Petru Groza. En su momento de mayor popularidad, 1946, el Frente alcanzó el millón de afiliados.

## Comienzos
Fundado en el condado de Hunedoara, se extendió rápidamente en el Banato y luego en las demás regiones de Rumanía. Groza, que había sido ministro del Partido Popular del general Alexandru Averescu en el gobierno de este en 1926, lo creó con el fin de mejorar la situación de los campesinos (cuyos interesese creía que habían sido traicionados por el principal grupo agrario, el Partido Nacional Campesino), planteando la creación un programa de seguridad social para el campo y una reforma fiscal favorable a las pequeñas explotaciones. La organización era además republicana, probablemente desde el momento en que fue creada (antes de 1940, Groza declaró "mi último rey fue Decébalo, tras cuya muerte me convirtí en republicano").
En 1935, la organización se sumó al Partido Comunista Rumano (PCR), ilegal en aquel momento, en un acuerdo inspirado en la doctrina estalinista de Frente Popular y firmado en Ţebea (después unas negociaciones supervisadas por Scarlat Callimachi).
Durante este período el Frente nunca obtuvo más del 0,30% de los votos. Ilegalizado junto con el resto de partidos en 1938, por una ley aprobada por el nuevo régimen dictatorial del rey Carol II, que se mantuvo activo en la clandestinidad durante el también autoritario del general Ion Antonescu (Groza fue detenido en 1943-1944), reapareciendo después de su caída en 1944 y el comienzo de la ocupación soviética del país (véase Rumania durante la Segunda Guerra Mundial).

## Posguerra
En octubre de ese año se unió a otros al Frente Democrático Nacional (FND), controlado por el PCR, junto a la Unión de Patriotas, la Unión del Pueblo Húngaro, el Partido Campesino Socialista, y el Partido Socialdemócrata. El Frente de Labradores absorbió al Partido Campesinos Socialista un mes más tarde.
En febrero de 1945, pese a estar representado en el gobierno de Nicolae Rădescu (como lo había estado en el de Constantin Sănătescu anteriormente) la formación participó en los incidentes violentos que condujeron a la caída del mismo. Groza, que había sido barajado para un puesto político relevante por primera vez a finales de 1944, encabezó el tercer el gabinete tras la caída de Antonescu (que tomó posesión el 6 de marzo de 1945). Mientras que el gobierno estaba controlado por el PCR, el Frente de labradores obtuvo el ministerio de agricultura y el de la casa real, asignado a Rómulo Zaroni, y el de cultura y artes, con Mihai Ralea. A finales de 1947, Stanciu Stoian se convirtió en otro de los principales miembros del partido que presidía un ministerio - el de  asuntos religiosos,  mientras que Octav Liveazeanu pasaba a la cartera de información.
El partido se presentó junto al PCR a las elecciones generales de 1946, que el gabinete de Groza ganó mediante un fraude electoral a gran escala. El Frente contenía para entonces activistas del PCR como Constantin Agiu  y Mihail Roller entre sus afiliados. Participó activamente, por tanto, en el proceso que condujo a la creación de la República Popular de Rumanía y más tarde al control total del partido comunista.
Entonces los dirigentes comunistas comenzaron a usar la persecución del partido en 1943 a manos de Antonescu para hacerse con un control aún mayor de la organización. Tras el secuestro del secretario general de la agrupación, Ştefan Foriş, por orden de Gheorghiu-Dej, se le acusó de que su colaborador Remus Koffler había sido agente de los antiguos servicios secretos (Siguranţa Statului), y que había sido el que había planeado la detención de Groza durante la guerra.
Las relaciones entre el Frente y los comunistas tuvieron sus roces, no obstante. Tras su primer congreso (julio 1945), el partido de Groza abogó por la preservación de las pequeñas propiedades privadas, de las cooperativas, oponiéndose a la colectivización propugnada por el PCR. Asimismo, durante el período conocido como la "huelga real" (que comenzó en el otoño de 1945 y estuvo marcado por la negativa del rey Mihai I a confirmar la legislación aprobada por el Gobierno), Groza, animado por Zăroni y Mihail Ghelmegeanu, se opuso a las presiones soviéticas sobre el monarca y hasta amenazó a Vasile Luca con retirar su apoyo al PCR. Finalmente, el Frente cedió a las exigencias comunistas pero Groza, que sobrevivió a la desaparición de su partido, continuó manteniendo desavenencias esporádicas con el PCR.
En julio de 1947 se unió al Frente el Dr. Nicolae Cornăţeanu y otros miembros de la extinta Unión Nacional por el Trabajo y la Reconstrucción (una pequeña agrupación política formada por Constantin Argetoianu), y en 1948 absorbió a la facción de Anton Alexandrescu, una escisión del Partido Nacional Campesino.
El Frente dejó de existir cuando se disolvió en 1953. Según el testimonio del exdirigente del PCR Gheorghe Apostol en 1991, la decisión fue promovida por el propio PCR. También indicó que, posteriormente, Gheorghiu-Dej había encontrado las medidas tomadas contra el pluralismo lamentables ("El propio Dej declaró:« ¡Qué cosa más estúpida hemos hecho! Podríamos por lo menos haber permitido la existencia del Frente de Labradores !»).